# Batrachochytrium dendrobatidis
Batrachochytrium dendrobatidis — вид патогенних грибів, від якого вимирають десятки й сотні видів земноводних в усьому світі.
Вважається, що в Центральній Америці цей гриб змусив зникнути близько 40 відсотків видів, і зараз жодної протидії йому немає: ані жаби не можуть виробити імунітет, ані вчені — створити ліки.
Хвороба, спричинена грибком Batrachochytrium dendrobatidis, називається хітридіомікоз
Учені з'ясували, що шкідливий грибок переноситься не тільки через заражену воду, як вважалося раніше, але й поширюється у вигляді спор по повітрю або на пір'ї птахів.
Офіційно учені визнали, що Batrachochytrium dendrobatidis знищує амфібій, у 1998 році. Зразки грибка були виявлені на музейних експонатах, що датуються ще тридцятими роками минулого сторіччя. Раніше грибок зустрічався тільки на земноводних, таких, що утримуються в неволі, а на жабах, що живуть в дикій природі, Batrachochytrium dendrobatidis вперше знайшли в 2005 році — на великих зелених жабах (Lithobates catesbeianus), що мешкають в двох невеликих озерах у південно-східній Англії.
Сьогодні смертельно небезпечний грибок досить поширений у жаб в Північній і Південній Америках, Австралії і Європі.
Нещодавно описаний інший вид — В. salamandrivorans, який також викликає хітридіомікоз і смерть у саламандр.